# ایمی واینهاوس
اِیمی جید واینهاوس (انگلیسی: Amy Jade Winehouse؛ ۱۴ سپتامبر ۱۹۸۳ – ۲۳ ژوئیهٔ ۲۰۱۱) خواننده و ترانه‌سرای انگلیسی بود. او برای آوازِ کنترآلتوی گرفته و رسا و ترکیب گوناگون ژانرهای موسیقی سول، ریتم اند بلوز، رگی و جاز شناخته می‌شد.
واینهاوس در جوانی عضو ارکستر جاز جوانان ملی بود و در سال ۲۰۰۲ با شرکت مدیریت متعلق به سایمون فولر قرارداد بست. او در همان زمان شماری ترانه ضبط کرد و با ئی‌ام‌آی قرارداد نشر امضا کرد. نخستین آلبوم واینهاوس فرانک (۲۰۰۳) بود که از موسیقی جاز تأثیر می‌گرفت و نامزد جایزه مرکوری شد. واینهاوس سپس آلبوم بازگشت به سیاهی (۲۰۰۶) را منتشر کرد که به موفقیت جهانی رسید و یکی از پرفروش‌ترین آلبوم‌های بریتانیا شد. در پنجاهمین مراسم جایزه گرمی، او در یک شب پنج جایزه برنده شد. از این جوایز می‌توان به ضبط سال برای تک‌آهنگ «بازپروری» و بهترین هنرمند جدید برای خود واینهاوس اشاره کرد.
واینهاوس درگیرِ سوءمصرف مواد، اختلال روانی و اعتیاد بود. او در ۲۷ سالگی بر اثر مسمومیت الکلی درگذشت. برادرش معتقد بود که پرخوری عصبی نیز در مرگ او نقش داشت. پس از مرگش، بازگشت به سیاهی بلافاصله پرفروش‌ترین آلبوم در سدهٔ بیست و یکم بریتانیا شد. در سال ۲۰۱۲، نام او در رتبه‌بندی وی‌اچ‌وان از ۱۰۰ زن بزرگ در موسیقی قرار گرفت. در سال ۲۰۲۳، رولینگ استون نام واینهاوس را در رتبه ۸۳ فهرست ۲۰۰ خوانندهٔ بزرگ تاریخ قرار داد.

## اوایل زندگی
ایمی واینهاوس در بیمارستان چِیس فارم (Chase Farm Hospital) در شمال لندن از والدین یهودی زاده شد. اجداد واینهاوس روس و یهودی لهستانی مهاجرت کرده به لندن بودند. ایمی یک برادر بزرگتر به نام الکس (زادهٔ ۱۹۷۹) داشت و خانواده‌اش در منطقه ساوت‌گیت لندن زندگی می‌کردند جایی که در آنجا به مدرسه ابتدایی اوسیج (Osidge Primary School) می‌رفت.
بسیاری از دایی‌های واینهاوس، نوازندگان حرفه‌ای جاز بودند. سینتیا، مادربزرگ ایمی، خواننده بود و با رونی اسکات موسیقی‌دان ساکسوفون تنور جاز در دهه ۱۹۴۰ ازدواج کرد. وی و والدین ایمی تأثیر بر علاقه ایمی به موسیقی جاز داشتند.

## فعالیت هنری
آغاز کار او در سال ۲۰۰۳ با آلبوم فرانک بسیار عالی بود. نامگذاری این آلبوم به دلیل تأثیر خواننده معروف فرانک سیناترا بر ایمی بوده‌است. پدر ایمی از کودکی ترانه‌های فرانک سیناترا را برای او می‌خوانده. در سال ۲۰۰۶ با آلبوم بازگشت به سیاهی نامزد ۶ جایزه گرمی و موفق به دریافت ۵ جایزه گرمی شد.

## جوایز و نامزدها

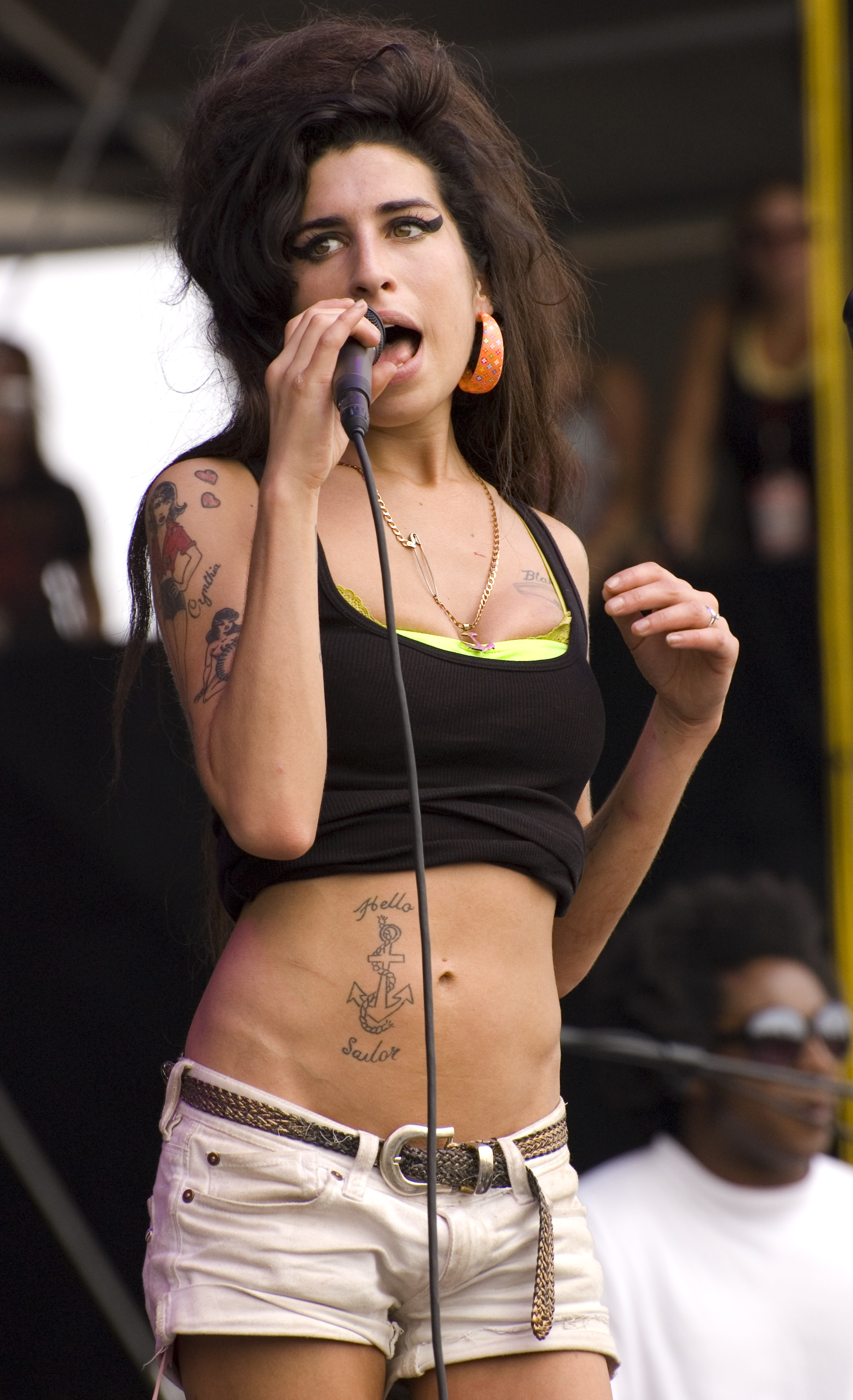
واینهاوس در ویرجین فستیوال، بالتیمور سال ۲۰۰۷

در میان جوایز و به رسمیت شناختن اولین آلبوم وی (فرانک)، واینهاوس موفق به کسب یک جایزه آیور نوولو از طرف ترانه‌سرایان آکادمی بریتانیا برای «بهترین ترانهٔ معاصر» (قوی‌تر از من) نامزد دریافت جایزه بریت برای «بهترین خوانندهٔ زن بریتانیایی»، و شامل شدن در کتاب ۱۰۰۱ آلبومی که شما باید قبل از مرگ بشنوید توسط رابرت دیمری در سال ۲۰۰۶ شد.
«بازگشت به سیاهی» دومین آلبوم استودیویی وی، شامل نامزدهای متعددی شد، از جمله دو جایزه بریت («بهترین آلبوم بریتانیایی»، و جایزه «بهترین خوانندهٔ زن بریتانیایی» را برنده شد)، شش جایزه گرمی (از جمله پنج برد)، چهار جایزه آیور نوولو، چهار جایزه موسیقی ام‌تی‌وی اروپا، سه جایزه موزیک ویدئوی ام‌تی‌وی، سه جایزه موسیقی ملل و برای جایزه مرکوری (آلبوم سال) و یک جایزه ام‌اٌبی‌اُ (بهترین زن بریتانیا) نامزد شد. در طول زندگی حرفه‌ای‌اش، واینهاوس ۲۳ جایزه دریافت کرد و ۶۰ بار نامزد جایزه شد.

## مرگ
ایمی سوءمصرف الکل را در سال ۲۰۰۸ آغاز کرد و تا هنگام مرگ نیز سوءمصرف الکل داشت. در تابستان ۲۰۱۱ او یک دوره پرهیز از الکل به مدت چند هفته را گذراند اما بعد دوباره سوءمصرفش به الکل عود کرد و همین مسئله باعث مرگ او شد.

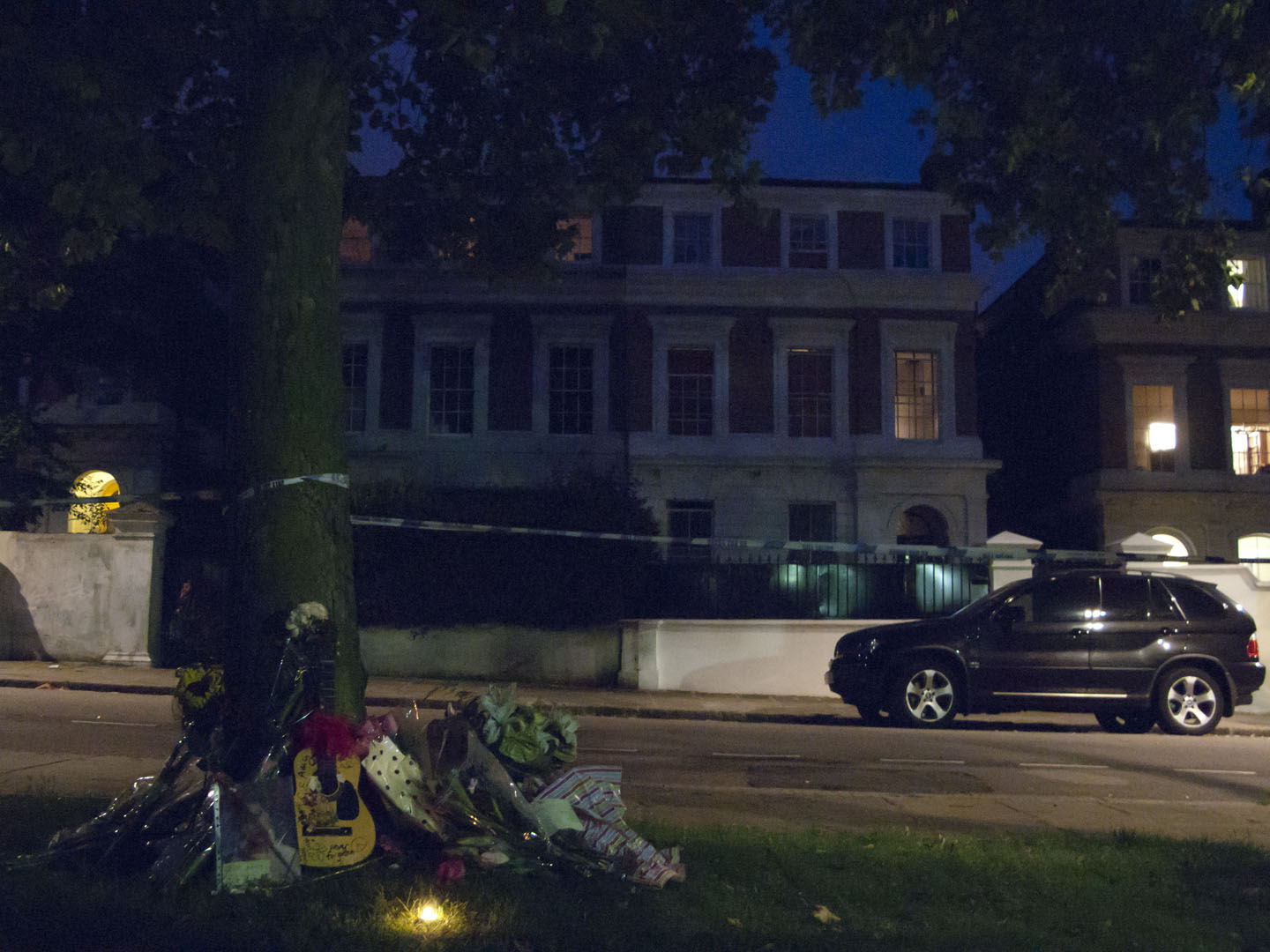
وسایلی که مردم برای احترام به ایمی در عصر روز مرگ او مقابل خانه وی آورده بودند

محافظ او گفته بود که من سه روز قبل از مرگ او به محل اقامت او رفتم و دیدم که ایمی مسموم شده بود. او همچنین بیان کرد که در روزهای بعد هم نوشیدنی‌های دیگری را در خانه او یافتم و همچنین افزود که ساعت ۲ بامداد صبحگاه روز مرگ او صدای موسیقی و خنده و صدای تلویزیون را از خانه او می‌شنیدم. طبق صحبت‌های محافظ او ساعت ۱۰ صبح ایمی را دیده که در تخت خواب دراز کشیده و هرچه تلاش کرده نتوانسته او را بیدار کند.
طبق این گفته‌ها کسی مظنون شناخته نشد چرا که ایمی معمولاً شب‌ها دیر می‌خوابید. محافظ ادامه داد: «ساعت ۳ بامداد دوباره برخاستم که وضعیت ایمی را چک کنم دیدم که به همان صورت خوابیده و در بررسی بعدی متوجه شدم که ایمی نفس نمی‌کشد و هیچ واکنشی نشان نمی‌دهد و سریعاً با اورژانس تماس گرفتم.»
در ساعت ۳:۵۴ دقیقه به وقت محلی دو آمبولانس به محل حادثه فرستاده شد و در آنجا مرگ او مشخص شد و پلیس متروپلیتن نیز مرگ او را تأیید کرد. بعد از تأیید این خبر، مردم و خبرنگاران به محل اقامت او آمدند تا ادای احترام کنند. تیم پزشکی قانونی هم در محل وقوع حادثه حاضر شد و از اتاق او یک بطری کوچک و دو بطری بزرگ ودکا پیدا کرد. تیم پزشکی قانونی پس از کالبد شکافی مشخص کرد که میزان الکل خون او ۴۱۶ میلیگرم در ۱۰۰ میلی لیتر است که این مقدار ۵ برابر حد مجاز میزان الکل موجود در خون است و همین مقدار زیاد الکل باعث مرگ ناگهانی او شده‌است. بسیاری از هنرمندان عرصه موسیقی به مناسبت درگذشت ایمی ادای احترام کردند هنرمندانی چون: یوتو، ام.آی.ای.، لیدی گاگا، مرین فیث‌فول، برونو مارس، ریانا، ادل، نیکی میناژ، جرج مایکل، کیشا بوچنان، کلی کلارکسون، کورتنی لاو همچنین گروه موسیقی گرین دی به همین مناسبت ترانه‌ای سرود و نامش را ایمی گذاشت. چرا که مرگ او ۱۷ سال بعد از مرگ کرت کوبین اتفاق افتاد و این اتفاق باعث شد تا دوباره توجه جهانیان به کلوب ۲۷ متمرکز شود. سه سال قبل از این ایمی ترس مرگ در ۲۷ سالگی را تجربه کرده بود.

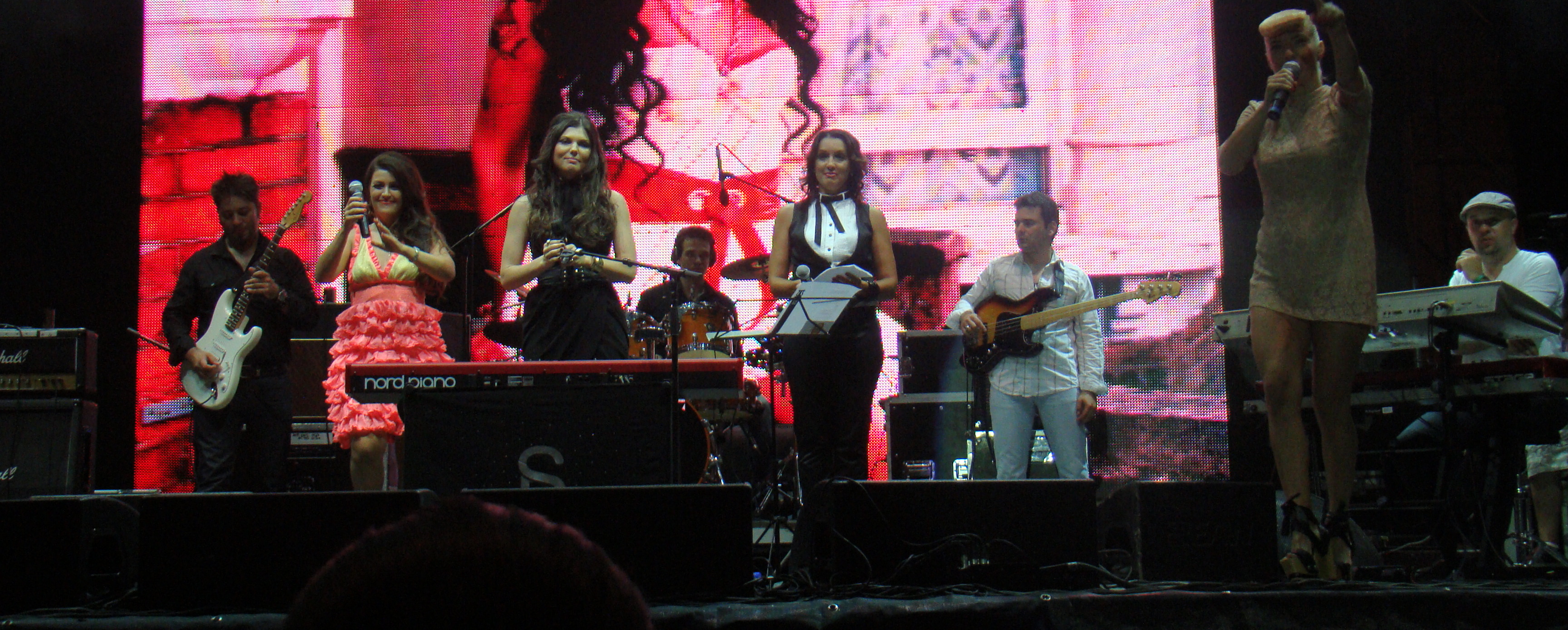
خوانندگان رومانیایی رونا هارتنر پائولا سلینگ نیکو و ماریا رادو در اجرای کنسرت برای یادبود ایمی (۲۳ اکتبر ۲۰۱۱ بخارست رومانی)

## اثرشناسی
آلبوم‌های استودیویی
- فرانک (۲۰۰۳)
- بازگشت به سیاهی (۲۰۰۶)

اجراهای زنده
- گفتم به تو که آشفته‌ام (لندن ۲۰۰۷)
- اجرای زنده در بی‌بی‌سی (۲۰۱۱)

## فیلم‌شناسی
- ایمی (فیلم ۲۰۱۵)
- بازگشت به سیاهی Back to Black 2024